# AMG Critical Materials
AMG Critical Materials N.V. er en nederlandsk producent af metalprodukter og systemer med hovedkvarter i Amsterdam.
AMG blev etableret i november 2006, mens forhistorien begyndte i 1870.
Virksomheden er opdelt i:
- Clean Energy Materials, med produkter som vanadium, lithium og tantal;
- Critical Minerals og
- Critical Materials Technologies.

Sidstnævnte udgør 40 % af virksomhedens omsætning.
AMG's produkter sælges til transportsektoren, infrastruktur og energisektoren.